# 醫心方

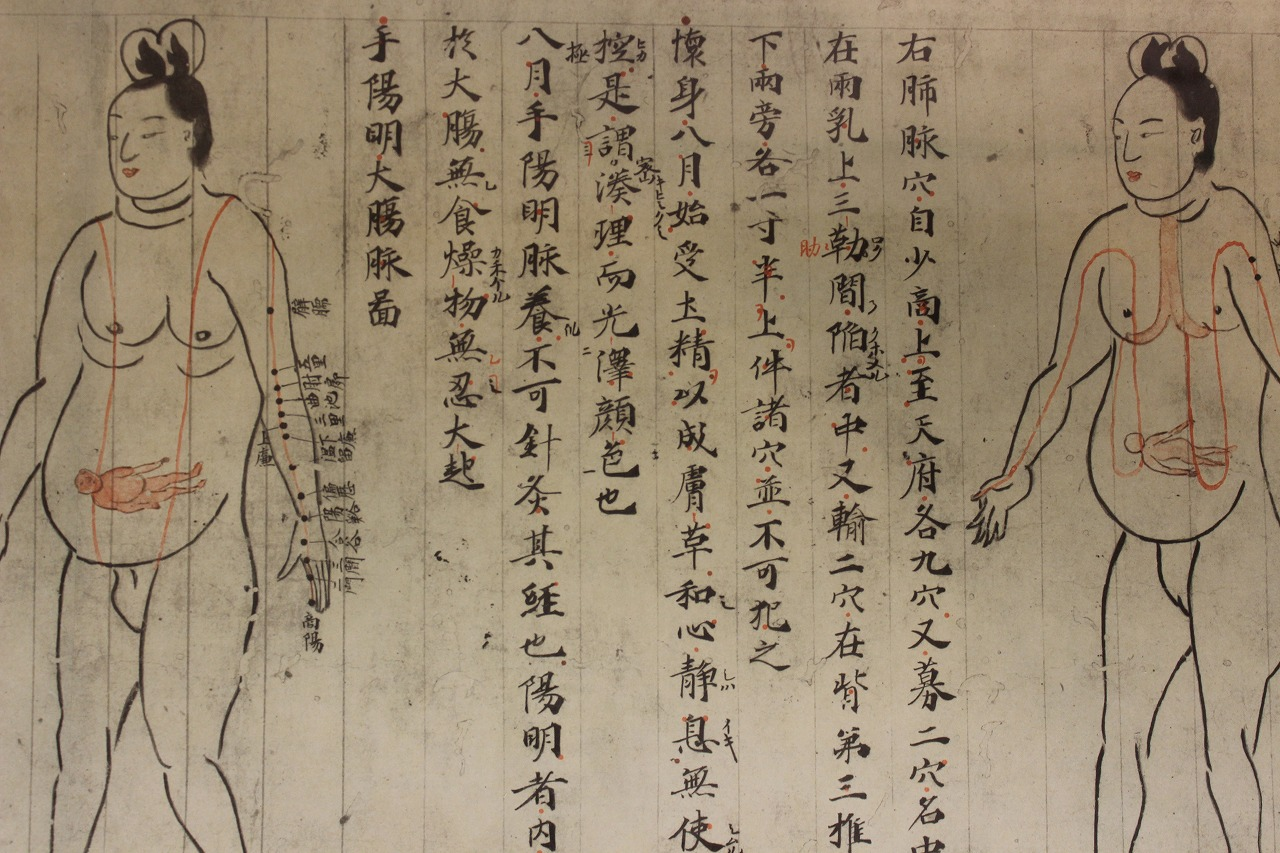
醫心方第22卷。 醫心方中也有唯一的图卷

《醫心方》（日语：医心方、いしんぼう），共三十卷，日本丹波康賴所编成的醫學著作，成書於982年，是日本現存最早的醫書。
此書以巢元方《諸病源候論》為底本，參酌《素問》、《千金方》等百餘本隋唐的方書，論述療法，方劑，食餌，房中術等，內容極為完備。內容並搜集至唐代以前多部古醫性學文籍及印度性學古籍，對性生理、性心理、性行為、性衞生等性事各方面有深入的研究和記載。

## 註解及參考
1. ↑  在日本历史平安时代的982年，在中國約當北宋初年。
2. ↑  參見 素女经

- 刘达临. . 《浮世与春梦》 (中国友谊).   [2006-01-24]. （原始内容存档于2014-10-22）.

## 外部連結
- 中醫大典－中醫智慧類第429部 / 醫心方 （页面存档备份，存于）